# Marsas (Hautes-Pyrénées)
Marsas település Franciaországban, Hautes-Pyrénées megyében. Lakosainak száma 65 fő (2022. január 1.). Marsas Lies, Asté, Banios és Fréchendets községekkel határos.

## Népesség
A település népességének változása:
| Lakosok száma | 71   | 71   | 76   | 69   | 68   | 67   | 66   | 66   | 65   |
|               | 2013 | 2015 | 2016 | 2017 | 2018 | 2019 | 2020 | 2021 | 2022 |